# Juho Suni
Juho Suni, född 13 juli 1921 i Karhila, Duderhoff socken, Ingermanland, Guvernementet Petrograd, död 1992, var en svensk målare, tecknare, grafiker och skulptör.

## Biografi
Juho Suni var av finsk börd men född i Sovjetunionen. Han var son till lantbrukaren Mikael Suni och Maria Ruotsi samt från 1953 gift med Kerstin Thorén. Suni studerade skulptur vid Leningrads 1:a pedagogiska konstskola, som stipendiat vid Helsingfors konstakademi, som elev till Hugo Zuhr och Bror Hjorth vid Kungliga Konstakademien i Stockholm, och under studieresor till Frankrike och Norge. Han kom som flykting till Sverige 1944 och blev senare svensk medborgare. Hans konstutövande i Sverige kan delas in i tre perioder. Den första fram till 1950 kännetecknas av en impressionistisk stil, så småningom blev hans konst mer influerad av Paul Cézannes förhållningssätt för att slutligen hämta intryck från ostasiatisk och finländskt måleri. När kamratgruppen Unga gävleborgare bildades omkring 1950 blir han inspirerad av idédiskussionerna i gruppen som leddes av Hugo Wickman och han började experimentera inom skilda tekniker och material. Han gjorde bland annat en abstrakt kortfilm i färg som visades i Gävle[var?] 1955. Omkring 1955 gjorde han en helomvändning i sitt konstnärskap och arbetade mycket med en bruntonig tempera i små format och ett intimt motivval. Han började även arbeta med skulptur och utförde en del mindre föremål i gips, brons och terrakotta. I början av 1960-talet började han arbeta med grafik och utförde ett flertal blad i varierande tekniker som han kunde producera tack vare bildandet av Sällskapet Gävle grafiker som stod för hårdvaran vid grafikframställningen. Separat ställde han ut i bland annat Helsingfors 1943, Tammerfors 1944, Falun 1946, Göteborg 1947 och på Galerie Æsthetica 1954 samt Modern konst i hemmiljö 1960 dessutom nästan årligen i Gävle. Tillsammans med Mona Söderberg ställde han ut i Hudiksvall och tillsammans med Egon Ericsson-Weinemo på De ungas salong och tillsammans med Yngve Dahlbäck och Hugo Wickman i Eskilstuna. I samlingsutställningar debuterade han i [[[Leningrad]] 1940 och var en regelbundet med i utställningar arrangerade av Gävleborgs läns konstförening, Sveriges allmänna konstförenings Sverigesalonger på Liljevalchs konsthall och Nationalmuseums Unga tecknare. Bland hans offentliga arbeten märks två grindar i järnsmide och en gjutjärnsrelief för Lillhagsskolan i Gävle, skulpturen Dikt i Sandviken samt ett flertal grupper i Gävle. Suni är representerad vid Moderna museet, Gävle museum, Hälsinglands museum, Hudiksvalls museum, Sandvikens kommun och Tammerfors kommun.